# Boediono
Boediono, född 25 februari 1943 i Blitar, är en indonesisk politiker och ekonom som från den 20 oktober 2009 till den 20 oktober 2014 var Indonesiens vicepresident.
Boediono studerade vid Universitas Gadjah Mada och fick där stipendium som möjliggjorde att han kunde resa till University of Western Australia i Perth för att studerade ekonomi. Efter att han erhöllit kandidatexamen från universitetet år 1967 började han studera på Monash University i Melbourne där han 1972 erhöll Masterexamen. År 1979 blev han filosofie doktor vid Wharton School i Pennsylvania i USA.
Han blev vicepresident efter att han vunnit presidentvalet 2009 tillsammans med den sittande presidenten Susilo Bambang Yudhoyono. Han svors in som vicepresident den 20 oktober 2009.